# 内社川鉄橋
内社川鉄橋（ないしゃがわてっきょう）または鯉魚潭橋（りぎょたんきょう）は台湾苗栗県三義郷鯉魚潭村を流れる大安渓水系景山渓の鯉魚潭水庫後池堰にかかる台湾鉄路管理局旧山線（廃線）の鉄橋。内社は現在の鯉魚潭村を指し、平埔族（台湾原住民）のパゼッヘ族がこの地に移住する前に築いていた集落『岸裡社』（現・台中市神岡区大社里、岸裡里一帯）の俗称の一つで、
『大社』に対して当地が内陸にあることから『内社』と呼ばれるようになった。漢族によってその後『番仔城』と呼ばれるようになり、その後鯉魚潭となった。
別名の鯉魚潭は影山渓上流、戦後に建設された鯉魚潭水庫に由来する。

## 構造
旧山線6号トンネルと7号トンネルの間に位置する。1904年に総工費209,653円を投じて建設された(p280)。
最初期は橋脚8本と桁9本（スパンは北端が63フィート、南端が83.7フィート、中間部は66フィート）で構成され全長は608.7フィート（184.5メートル）だった(pp199-201)。桁はアメリカン・ブリッジ製もので、上路式9連続ガーダー橋だった。橋脚は当時のセメント技術の不足を考慮し、日本の地震学者大森房吉の耐震指導のもとで橋脚中心部に鉄筋を補強する工法が採用された。
新竹・台中地震により初代橋梁は被災したため古い橋脚の間に鉄筋コンクリートの橋脚を新設し、新しい橋を架けることになり1938年（昭和13年）に完了した。
再建のためにまず旧橋の軌道を仮復旧し、列車で資材を搬入した。既存の8本の橋脚間に4本の新しい鉄筋コンクリート製橋脚を築き橋桁を設置した(p324)。
川崎車輛製（昭和十三年（1938年））の桁長は39メートルの鋼材を用いて、垂直材のある上路式4連平行弦ワーレントラスと生まれ変わった(p302)。
この時点での数値は全長185.6メートルで橋面の高さは水面から34.7メートルとなった(pp323-324)
戦前のものとしては台湾で唯一現存する上路式トラス橋。
古い桁は再建工事完了後に撤去された。新橋は総督府交通局鉄道部の技師だった坂本敏一が設計を担った。
1976年、台中線電化対応のため最南端の支承部分を23センチ下げるとともに、枕木の厚みを調整する工事が行われた。
魚藤坪鉄橋とともに戦前の復旧時点で耐震化が進んでいたことで、戦後に桁が国産鋼材に置き換えられた大安渓鉄橋（県市定古蹟）や大甲渓鉄橋（歴史建築）と異なり重軌道化や電化工事の際も小幅な改修にとどまったことで戦前の姿をほぼ残しており、台湾で現存する唯一の戦前製かつ上路式のデッキトラス橋となっており、先んじて文化資産に登録されたそれらに比しても、価値が見劣りすることはないという意見から2019年に県定古蹟に指定された。
1998年の「新山線」開通後は廃止されたが、その後インスタグラマーが多数押し寄せるほど観光地として注目されたため、訪問者が軌道から鯉魚国民小学裏手へショートカットし騒動となる事案が相次いだ。そのため橋上の軌道内に立ち入れないよう柵が設置されている。2018年に試験営業を、2019年7月から正式営業を開始した旧山線レールバイクでは当鉄橋を渡ることはできないが、手前の6号トンネルまで軌道跡を辿ってアクセスできる。
|                  |                              |                                    |
| 明治期竣工の初代 | 後池堰生態公園から見える鉄橋 | 鉄橋橫には上水道管の橋も並行する。 |

## 沿革
(p67-69)
この区間に限らないが、縦貫線は資材を全て日本から搬入したため、打狗港に近い南部と、基隆港に近く、清朝の軌道インフラを流用できた北部は比較的早く開通した。最も難易度が高かったのは現在の旧山線を含む苗栗と豊原の間だった。工事は総督府臨時台湾鉄道敷設部工務課三叉河出張所（所長：稲垣兵太郎）が担当した。三叉河（現・三義駅）と葫蘆墩（現・豊原駅）間に軍事速成線として軽便鉄道と資材運搬線が先に建設されることになり、それらを用いて日本から持ち込まれた資材が搬入された。
軽便鉄道は9kgレール、軌間495mmの複線で(p275)、内社川と大安渓北岸までの支線があった(p276)。

### 戦前
- 1904年（明治37年）
  - 5月17日 - 三叉河からの大安渓北岸・内社川までの運搬線完工[4](p283)。
  - 10月 - 当鉄橋起工[4](p280)。
- 1905年（明治38年）5月15日 - 三叉河以南の軽便鉄道と後里庄以南の縦貫線営業開始[4](p284)。
- 1907年（明治40年）10月30日 - 竣工[4](p280)。
- 1908年（明治41年）4月20日 - 縦貫線全通。軽便鉄道撤去[4](p276)。
- 1935年（昭和10年）4月21日 - 新竹・台中地震で全線が被害。当鉄橋も橋脚が損傷[4](p300)。
- 1938年（昭和13年）7月15日 - 当鉄橋および旧山線全線復旧[4](p300)。

### 戦後
- 1978年10月 - 本鉄橋を含む台中線電化[4](p292)。
- 1998年
  - 9月23日 - 最終列車が運行される[18]。
  - 9月24日 - 新山線（台中線の新ルート）が開業に伴い廃止[18]。

### 廃止後
2010年の鉄路節で蒸気機関車がリバイバル運転されたのを皮切りに2016年ごろまでは臨時特別列車が運行されていた。
- 2019年
  - 3月 - 苗栗県政府が指定古蹟に登録を決定[21][22]。
  - 5月8日 - 文化部が古蹟登録を公告[2]。